# Enéas Marques
Enéas Marques är en kommun i Brasilien.   Den ligger i delstaten Paraná, i den södra delen av landet, 1 200 km söder om huvudstaden Brasília. Antalet invånare är 6 101.
I omgivningarna runt Enéas Marques växer huvudsakligen savannskog. Runt Enéas Marques är det ganska glesbefolkat, med 28 invånare per kvadratkilometer.